# Aeroportul Regional Gettysburg
Aeroportul Regional Gettysburg (IATA: GTY, FAA LID: W05) este un aeroport din Pennsylvania, Statele Unite ale Americii ce deservește zona Gettysburg.
Situat la o altitudine de 180 m, aeroportul dispune de 1 pistă.

## Infrastructură

### Piste
Aeroportul dispune de o singură pistă. Pista 6/24 are suprafața de asfalt și dimensiunile 3.100 picioare × 60 picioare. 